# Magdalena Skipper

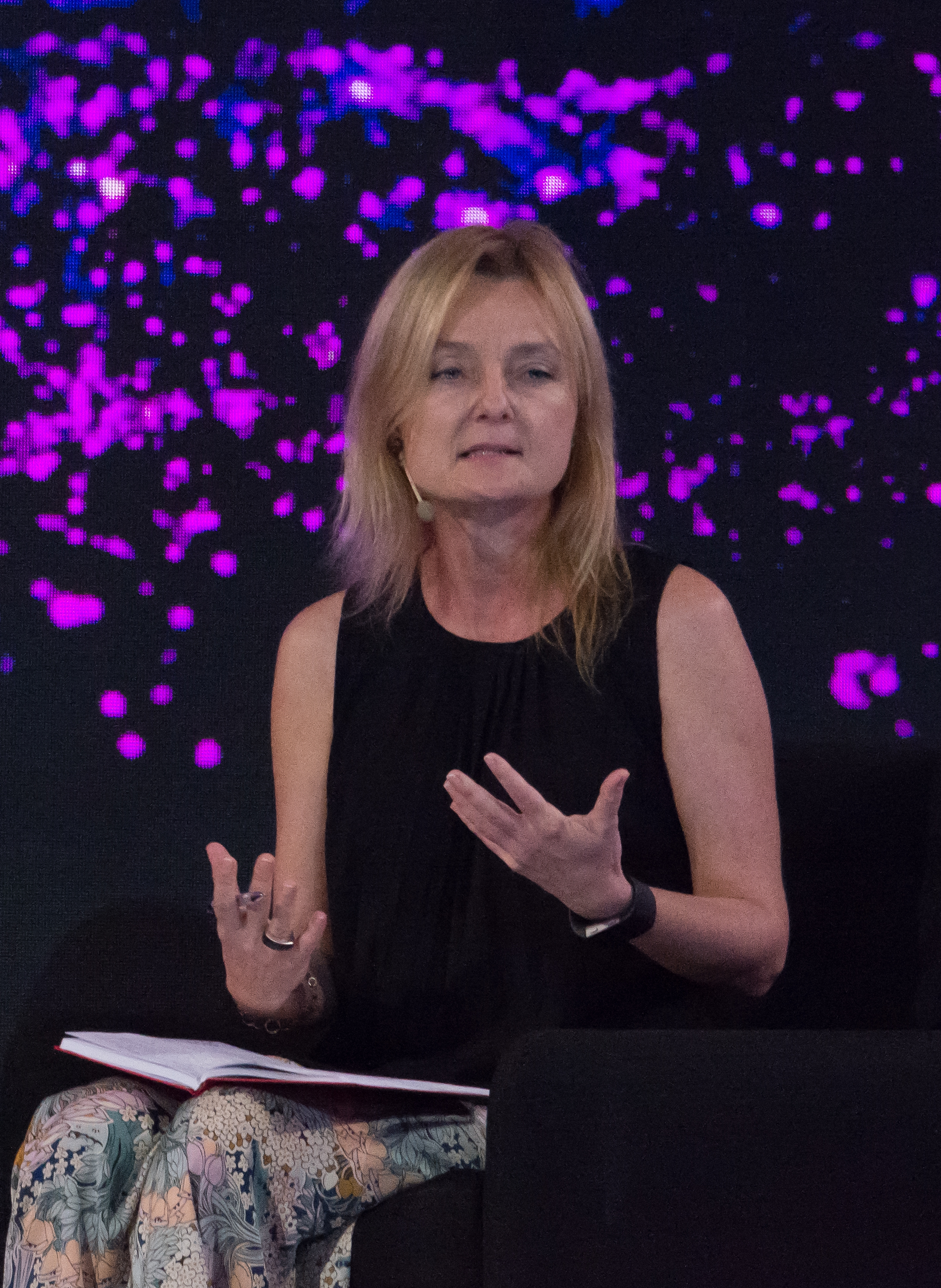
Magdalena Skipper (2019)

Magdalena Skipper ist eine britische Genetikerin und Chefredakteurin der Fachzeitschrift Nature. Sie ist in der 150-jährigen Geschichte des Magazins die erste Frau an der Spitze. Zuvor war sie Redakteurin von Nature Reviews Genetics sowie der Open-Access-Zeitschrift Nature Communications.

## Leben
Skipper erwarb einen Bachelor-Abschluss in Genetik an der Universität von Nottingham. Sie promovierte 1998 an der Universität Cambridge, wo sie im Labor von Jonathan Hodgkin arbeitete. Dort untersuchte sie die Geschlechtsdetermination des Fadenwurms Caenorhabditis elegans. Sie ist Mitglied des Corpus Christi College der Universität Cambridge.

## Karriere und Forschung
Nach Abschluss ihrer Promotion trat sie in das Labor für Molekularbiologie des Medical Research Council der Universität Cambridge ein. Sie arbeitete kurzzeitig als Postdoktorandin beim Imperial Cancer Research Fund und beschäftigte sich mit dem Notch-Signalweg von Zebrabärblingen bei der Darmentwicklung.
Skipper kam 2001 als stellvertretende Redakteurin für den Bereich Nature Reviews Genetics zu Nature. Während ihrer Tätigkeit als Redakteurin interviewte sie mehrere hochkarätige Wissenschaftler, darunter Anne McLaren, Mario Capecchi Oliver Smithies. Im Jahr 2002 wurde sie zur Chefredakteurin von Nature Reviews Genetics ernannt und 2008 zur stellvertretenden Herausgeberin befördert.
Im Jahr 2018 rief sie in Zusammenarbeit mit Nature und Estée Lauder Companies einen globalen Preis für Frauen in der Wissenschaft ins Leben. Im Mai 2018 wurde sie als Nachfolgerin von Philip Campbell die erste weibliche Chefredakteurin der Fachzeitschrift Nature in ihrer 150-jährigen Geschichte.